# Partecipanti al Tour of Qinghai Lake 2023
Elenco dei partecipanti al Tour of Qinghai Lake 2023.
Il Tour of Qinghai Lake 2023 è stato la ventiduesima edizione della corsa. Alla competizione presero parte 22 squadre: 5 con licenza UCI ProTeam, 14 UCI Continental Team e 3 selezioni nazionali.
Partenza con 161 ciclisti accreditati.

## Corridori per squadra
Nota: R ritirato, NP non partito, FT fuori tempo, SQ squalificato
| China Glory Continental Cycling Team | China Glory Continental Cycling Team | China Glory Continental Cycling Team | Selezione cinese                   | Selezione cinese                   | Selezione cinese                   | Selezione mongola                            | Selezione mongola                            | Selezione mongola                            |
| ------------------------------------ | ------------------------------------ | ------------------------------------ | ---------------------------------- | ---------------------------------- | ---------------------------------- | -------------------------------------------- | -------------------------------------------- | -------------------------------------------- |
| N°                                   | Ciclista                             | Clas.                                | N°                                 | Ciclista                           | Clas.                              | N°                                           | Ciclista                                     | Clas.                                        |
| 2                                    | Lü Xianjing                          | R 8ª                                 | 11                                 | Teng Geng                          | R 4ª                               | 21                                           | Maral-E.Batmunkh                             | 80°                                          |
| 3                                    | Su Haoyu                             | R 4ª                                 | 12                                 | Wang Ruidong                       | R 8ª                               | 22                                           | E. Bolor-Erdene                              | R 3ª                                         |
| 4                                    | Willie Smit                          | 4°                                   | 13                                 | Shen Yutao                         | 78°                                | 23                                           | M. Baasankhuu                                | 26°                                          |
| 5                                    | James Piccoli                        | 33°                                  | 14                                 | Ju Jinyang                         | 65°                                | 24                                           | A. Battsengel                                | R 4ª                                         |
| 6                                    | Julien Trarieux                      | 49°                                  | 15                                 | Ma Binyan                          | 100°                               | 25                                           | Bold Iderbold                                | FT4ª                                         |
| 7                                    | Lucas De Rossi                       | 64°                                  | 16                                 | Yu Yuanfeng                        | R 4ª                               | 26                                           | B. Erdenebat                                 | 32°                                          |
|                                      |                                      |                                      | 17                                 | Lian Shuai                         | R 8ª                               | 27                                           | Temuulen Khadbaatar                          | 102°                                         |
| Selezione tailandese                 | Selezione tailandese                 | Selezione tailandese                 | Bolton Equities Black Spoke        | Bolton Equities Black Spoke        | Bolton Equities Black Spoke        | Burgos-BH                                    | Burgos-BH                                    | Burgos-BH                                    |
| N°                                   | Ciclista                             | Clas.                                | N°                                 | Ciclista                           | Clas.                              | N°                                           | Ciclista                                     | Clas.                                        |
| 31                                   | Navuti Liphongyu                     | R 6ª                                 | 41                                 | James Oram                         | 48°                                | 51                                           | Andrés Camilo Ardila                         | 36°                                          |
| 32                                   | Noppachai Klahan                     | 97°                                  | 42                                 | Paul Wright                        | 47°                                | 52                                           | Miguel Fernández                             | R 7ª                                         |
| 33                                   | P. Chawchiangkwang                   | 62°                                  | 43                                 | Ryan Christensen                   | 21°                                | 53                                           | Ángel Fuentes                                | 37°                                          |
| 34                                   | Tullatorn Sosalam                    | R 4ª                                 | 44                                 | Luke Mudgway                       | 3°                                 | 54                                           | Mario Aparicio                               | 25°                                          |
| 35                                   | Ratchanon Yaowarat                   | R 4ª                                 | 45                                 | Josh Kench                         | 13°                                | 55                                           | Eric Fagúndez                                | 16°                                          |
| 36                                   | Sarawut Sirironnachai                | 58°                                  | 46                                 | Logan Currie                       | NP8ª                               | 56                                           | Rodrigo Álvarez                              | 91°                                          |
| 37                                   | T. Chaiyasombat                      | R 4ª                                 | 47                                 | Josh Burnett                       | 51°                                | 57                                           | Antonio Angulo                               | 103°                                         |
| Corratec Selle Italia                | Corratec Selle Italia                | Corratec Selle Italia                | Euskaltel-Euskadi                  | Euskaltel-Euskadi                  | Euskaltel-Euskadi                  | Green Project-BardianiCSF-Faizanè            | Green Project-BardianiCSF-Faizanè            | Green Project-BardianiCSF-Faizanè            |
| N°                                   | Ciclista                             | Clas.                                | N°                                 | Ciclista                           | Clas.                              | N°                                           | Ciclista                                     | Clas.                                        |
| 61                                   | Stefano Gandin                       | 10°                                  | 71                                 | Antonio Jesús Soto                 | 6°                                 | 81                                           | Henok Mulubrhan                              | 15°                                          |
| 62                                   | Davide Baldaccini                    | 7°                                   | 72                                 | Andoni López                       | 28°                                | 82                                           | Riccardo Lucca                               | 39°                                          |
| 63                                   | Samuele Zambelli                     | 34°                                  | 73                                 | Asier Etxeberria                   | 85°                                | 83                                           | Luca Colnaghi                                | R 6ª                                         |
| 64                                   | Lorenzo Quartucci                    | 8°                                   | 74                                 | Joan Bou                           | 17°                                | 84                                           | Alessio Nieri                                | 61°                                          |
| 65                                   | Marco Murgano                        | 9°                                   | 75                                 | Ibai Azurmendi                     | 19°                                | 85                                           | Alex Santaromita                             | NP6ª                                         |
| 66                                   | Nicolas Dalla Valle                  | 40°                                  | 76                                 | Peio Goikoetxea                    | R 5ª                               | 86                                           | Manuele Tarozzi                              | 60°                                          |
| 67                                   | Attilio Viviani                      | 23°                                  | 77                                 | Iker Ballarin                      | 87°                                | 87                                           | Enrico Zanoncello                            | 35°                                          |
| Abloc CT                             | Abloc CT                             | Abloc CT                             | Bodywrap LTwoo                     | Bodywrap LTwoo                     | Bodywrap LTwoo                     | 7 Eleven Cliqq-air21 by Roadbike Philippines | 7 Eleven Cliqq-air21 by Roadbike Philippines | 7 Eleven Cliqq-air21 by Roadbike Philippines |
| N°                                   | Ciclista                             | Clas.                                | N°                                 | Ciclista                           | Clas.                              | N°                                           | Ciclista                                     | Clas.                                        |
| 91                                   | Jelle Johannink                      | 54°                                  | 101                                | Wang Kuicheng                      | 30°                                | 111                                          | Marcelo Felipe                               | R 6ª                                         |
| 92                                   | Lars Loohuis                         | 59°                                  | 102                                | Niu Gaoshang                       | 90°                                | 112                                          | Ryan Tugawin                                 | R 3ª                                         |
| 93                                   | Martijn Rasenberg                    | 5°                                   | 104                                | Ma Hongao                          | R 2ª                               | 113                                          | Ismael Grospe                                | R 5ª                                         |
| 94                                   | Mārtiņš Pluto                        | NP4ª                                 | 105                                | Fàn Yihua                          | R 8ª                               | 114                                          | Nichol Pareja                                | R 6ª                                         |
| 95                                   | Nils Sinschek                        | 56°                                  | 106                                | Lü Zeyao                           | 52°                                | 115                                          | Ivan Sembrano                                | R 3ª                                         |
| 96                                   | Meindert Weulink                     | 22°                                  | 107                                | Fu Zhèngháo                        | R 5ª                               | 116                                          | Joshua Pascual                               | 86°                                          |
| 97                                   | Frank van den Broek                  | 14°                                  |                                    |                                    |                                    | 117                                          | Jude Gabriel Francisco                       | R 3ª                                         |
|                                      |                                      |                                      |                                    |                                    |                                    |                                              |                                              |                                              |
| N°                                   | Ciclista                             | Clas.                                | N°                                 | Ciclista                           | Clas.                              | N°                                           | Ciclista                                     | Clas.                                        |
| 121                                  |                                      |                                      | 131                                |                                    |                                    | 141                                          |                                              |                                              |
| 122                                  |                                      |                                      | 132                                |                                    |                                    | 142                                          |                                              |                                              |
| 123                                  |                                      |                                      | 133                                |                                    |                                    | 143                                          |                                              |                                              |
| 124                                  |                                      |                                      | 134                                |                                    |                                    | 144                                          |                                              |                                              |
| 125                                  |                                      |                                      | 135                                |                                    |                                    | 145                                          |                                              |                                              |
| 126                                  |                                      |                                      | 136                                |                                    |                                    | 146                                          |                                              |                                              |
| 127                                  |                                      |                                      | 137                                |                                    |                                    | 147                                          |                                              |                                              |
| Shenzhen Xidesheng Cycling Team      | Shenzhen Xidesheng Cycling Team      | Shenzhen Xidesheng Cycling Team      | St George Continental Cycling Team | St George Continental Cycling Team | St George Continental Cycling Team | Tarteletto-Isorex                            | Tarteletto-Isorex                            | Tarteletto-Isorex                            |
| N°                                   | Ciclista                             | Clas.                                | N°                                 | Ciclista                           | Clas.                              | N°                                           | Ciclista                                     | Clas.                                        |
| 151                                  |                                      |                                      | 161                                | Jack Aitken                        | 38°                                | 171                                          | Gianni Marchand                              | 24°                                          |
| 152                                  |                                      |                                      | 162                                | William Cooper                     | R 7ª                               | 172                                          | Timothy Dupont                               | 1°                                           |
| 153                                  |                                      |                                      | 163                                | Riley Fleming                      | 75°                                | 173                                          | Torsten Demeyere                             | 79°                                          |
| 154                                  |                                      |                                      | 164                                | Cameron Ivory                      | 92°                                | 174                                          | Bo Godart                                    | 76°                                          |
| 155                                  |                                      |                                      | 165                                | Connor Reardon                     | 88°                                | 175                                          | Jacob Relaes                                 | 55°                                          |
| 156                                  |                                      |                                      | 166                                | Matthew Rice                       | 84°                                | 176                                          | Mauro Verwilt                                | 43°                                          |
| 157                                  |                                      |                                      | 167                                | Dylan Sunderland                   | R 8ª                               | 177                                          | Maxime De Poorter                            | 63°                                          |
| Team Coop–Repsol                     | Team Coop–Repsol                     | Team Coop–Repsol                     | Medellín-EPM                       | Medellín-EPM                       | Medellín-EPM                       |                                              |                                              |                                              |
| N°                                   | Ciclista                             | Clas.                                | N°                                 | Ciclista                           | Clas.                              | N°                                           | Ciclista                                     | Clas.                                        |
| 181                                  | Eirik Lunder                         | 67°                                  | 191                                | Óscar Sevilla                      | 27°                                | 201                                          |                                              |                                              |
| 182                                  | Johan Ravnøy                         | 50°                                  | 192                                | Fabio Duarte                       | 42°°                               | 202                                          |                                              |                                              |
| 183                                  | André Drege                          | 69°                                  | 193                                | Aldemar Reyes                      | 44°                                | 203                                          |                                              |                                              |
| 184                                  | Kalle Kvam                           | 53°                                  | 194                                | Yeison Reyes                       | NP7ª                               | 204                                          |                                              |                                              |
| 185                                  | Anton Stensby                        | 18°                                  | 195                                | Wilmar Paredes                     | 31°                                | 205                                          |                                              |                                              |
| 186                                  | Cedrik Christophersen                | 11°                                  | 196                                | Danny Osorio                       | 45°                                | 206                                          |                                              |                                              |
| 187                                  | Magnus Wæhre                         | 12°                                  | 197                                | Víctor Ocampo                      | 2°                                 | 207                                          |                                              |                                              |